# Marigot (ort i Dominica)
Marigot är en ort i Dominica.   Den ligger i parishen Saint Andrew, i den centrala delen av landet, 27 km norr om huvudstaden Roseau. Marigot ligger 157 meter över havet och antalet invånare är 2 669. Den ligger på ön Dominica. Det är den fjärde största byn i Dominica. 
Terrängen runt Marigot är kuperad åt sydväst, men norrut är den platt. Havet är nära Marigot åt nordost.  Närmaste större samhälle är Portsmouth, 18,7 km väster om Marigot. I omgivningarna runt Marigot växer i huvudsak städsegrön lövskog.